# Ян Альнпек
Ян Альнпек (Йоганн Альнпех, Йоганн Альнпек, Ян Алембек; лат. Ioannes Alembek (Alnpekius)) гербу власного (бл. 1570 — 1636, Львів) — купець, аптекар, львівський міщанин, багатолітній лавник, райця та бургомістр Львова.

## Життєпис
Син Гануша (Ганса, Яна) Альнпека (?—1588) з Фрайбурга в Брайзгау, який прибув до Львова в другій половині XVI ст., та Катаріни з Шольців (Вольфовичів). Зустрічаються варіанти імені Ян і Йоган, варіанти прізвища Алембек, Альнпек, Альнпех.
Збереглося дуже мало даних про його молоді роки. Відомо, що він вчився на аптекаря за кордоном, у 1582—1586 роках перебував у Вроцлаві (навчався аптекарству), про що свідчать записи в його особистому записнику («Imionnik»), що зберігся. В 90-х роках XVI сторіччя навчався в університеті Падуї (нині Італія). У 1591 році прочитав власний вірш на честь кардинала Юрія Радзивілла, який їхав до Кракова вступати на посаду краківського єпископа РКЦ.
Під час навчання завів багато знайомств з німецькими студентами, внаслідок чого згодом отримав пропозицію від давніх знайомих зробити опис Львова для німецького видання про найвизначніші міста світу. Це видання присвячене імператору Максиміліану ІІ готували три редактори — Й. Браун, С. Новелянус та Фр. Гоґенберґ. Результатом такої співпраці став перший друкований опис Львова «Topographia civitatis Leopolitanae» («Топографія міста Львова»), який побачив світ у Кельні у 1618 році. Пізніші дослідження показали, що то була скорочена версія рукопису Я. Альнпека. Друкований опис Львова супроводжувався гравюрою з виглядом Львова ймовірно роботи Аврелія Пасароті (Aurelio Passaroti) — королівського інженера, з яким Алембек був у добрих стосунках.
У 1620 році Шимон Старовольський присвятив йому свою працю «Penu historicum», перед присвятою було зображено герб Альнпехів — голова орла — символ, який колись використовувало їх родинне місто Фрибурґ.
Помер у 1636 році у Львові.

## Громадська діяльність
8 січня 1597 року після навчання повернувся, був прийнятий до міського права Львова. 1597 потрапив до в'язниці через майнові проблеми, був в'язнем ще 1598 року.
З 1603 року був членом колегії 40-ка мужів від купецтва. Посол від громади до короля у 1602 році з приводу протесту проти узурпації дожиттєво влади представниками патриціяту Львова.
З 1602 року очолював демократичний рух львівських міщан проти узурпації влади в місті львівським патриціатом, за що двічі зазнавав ув'язнення і був за образу магістрату позбавлений громадянства Львова, яке йому повернув указ короля Сигізмунда ІІІ Вази лише в 1607 році (декрет вимагав від нього перепрошення взамін за відновлення прав). Цей період його діяльності висвітлений у його особистих нотатках, які довший час зберігали в архівах міста Львова.
Під час пошесті у 1623 році Алембек втратив дружину і доньку. При другій епідемії 1625 року був призначений бургомістром, з огляду на його знання та вміння боротися з заразою.

## Історична спадщина
У історичній спадщині Я. Алембека — виписки із міських книг (книга рахунків за період 1414—1459 років та книга актів ради у 1402—1459 роках) та різних документів латинською мовою про історію Львова до 1617 (цінні тим, що більшість першоджерел не збереглася). Ходили чутки, що певні рукописи Алембека використав пізніше Бартоломей Зиморович при написанні своєї праці «Потрійний Львів».
Крім «Топографії міста Львова», написаної близько 1603–1616 років, Я. Алембек є автором мемуарів про виступи львівських міщан проти міського патриціату, опису епідемії 1623 року та інших записок.
Польський політик-консерватор, історик, дослідник культури, Владислав Лозінський у своїй праці «Patrycyat i mieszczaństwo lwowskie w XVI i XVII wieku» (1890) стверджував, що Ян Альнпек несправедливо негативно висловлювався про русинів Львова у своїх працях про місто.

## Сім'я
Відомі діти:
- Фридерик — ксьондз, доктор теології,
- Валеріян — доктор медицини,
- Аврелій,
- Зузанна — дружина краківського міщанина Станіслава Брикнера[4],
- Александер — виїхав до Вільна, де набув міське право.[8]